# Hacı I Giray
Hacı I Giray, född 1397, död 1466, var Krimkhanatets khan 1441–1456 och 1456–1466.